# Tauno Kangro
Tauno Kangro (Tallin, 25 de mayo de 1966) es uno de los escultores estonios contemporáneos más prominentes.
Tauno Kangro descubrió ya tempranamente su inclinación al arte. De 1976 a 1984 visitó el estudio de escultura del artista Kalju Reitel en Tallin. Posteriormente cursó estudios de Escultura de 1986 a 1993 en la Academia Estonia del Arte. De 1992 a 1999 trabajó en Tallin como profesor de Arte.
Tauno Kangro es desde 1993 uno de los escultores más significativos de Estonia. Numerosas exposiciones en Estonia y otros países europeos como Alemania, Bélgica, Suecia, Dinamarca, Bélgica, Países Bajos y Letonia le han granjeado fama en el continente. Kangro trabaja asimismo en pintura al pastel.
Tauno Kangro es conocido eminentemente por sus monumentos escultóricos. A menudo trabaja sobre temas estonios. Entre sus esculturas más famosas se encuentran el pícaro monumento dedicado a Suur Tõll, un gigante de la mitología estonia y su esposa Piret en la isla de Saaremaa (2002); la escultura de bronce Linna hing ("El espíritu de la ciudad"), erigida en la plaza del ayuntamiento de Kiel, Alemania (2002) y el Teletorni monument (de granito y bronce) al pie de la Torre de televisión de Tallin en el distrito de Pirita (2005).

## Obras destacadas
- En Estonia:

1. "Härg" (4 x 2,8 x 1,4 m, granito), Luige, 1989
2. "Ninasarvi'k" (3,6 x 1,7 x 1,4 m, bronce), Ergo Kindlustus, Tallin, 1994
3. "Puhkav mees" (7,5 x 1,6 x 2 m, granito), Schnelli tiigi park, Tallin, 1995
4. "Ilu kui mööduv jumalanna" (2,3 x 1 x 0,6 m, bronce), Clinika erakliinik, Tartu, 1999
5. "Hea linna vaim" (4 x 3 x 1,2 m, granito), Jõgeva Kultuurimaja, 2001
6. "Suur Tõll ja Piret said hea kalasaagi" (7,5 x 3,8 x 2 m, pronks+dolomiit), Spa Hotell Meri, Kuressaare, 2002
7. "Mõtlik mees" (4 x 3 x 2,3 m, granito), Männi park, Tallin, 2002
8. "Tarvas" (9 x 4 x 4,2 m, bronce), Rakvere lossimägi, 2002
9. "Järvehaldjas" (1,6 x 1,2 x 0,8 m, granito), Pühajärve puhkekodu, 2004
10. "Jackline'i sild" (2 x 0,8 x 0,6 m, granito), Pühajärve puhkekodu, 2004
11. "Tee Olümposele" (7 x 5 x 2 m, granito), Sõpruse park, Põltsamaa, 2004
12. "Mustamäe kaunitar" (3,5 x 1,5 x 1,2 m, granito), Mustamäe, Tallin, 2005
13. "Teletorni monument" (3 x 1 x 1 m, granito/bronce), Pirita, Tallin, 2005
14. "Kalevipoeg kündmas", Sõpruse park, Põltsamaa, 2006

- En Dinamarca:

1. "Oli ilus suvepäev" (4 x 1,5 x 0,7 m, bronce) Randers, 1998
2. "Õnnelik mees" (2,2 x 1,5 x 0,7 m, bronce), Randers, 1997

- En Alemania:

1. "Suvepäev" (4 x 1,5 x 0,7 m, bronce), Landesbank, Hamburgo, 2002
2. "Linna hing" (1 x 0,7 x 0,6 m, bronce), plaza del ayuntamiento de Kiel, 2002